# Kungsberga
Kungsberga is een plaats in de gemeente Ekerö in het landschap Uppland en de provincie Stockholms län in Zweden. De plaats heeft 382 inwoners (2005) en een oppervlakte van 51 hectare.